# Ajmad Magomedov
Ajmad Magomedov  –en macedonio, Ахмад Магомедов– es un deportista macedonio que compite en lucha libre. Ganó una medalla de bronce en el Campeonato Europeo de Lucha de 2023, en la categoría de 79 kg.

## Palmarés internacional
| Campeonato Europeo | Campeonato Europeo | Campeonato Europeo | Campeonato Europeo |
| Año                | Lugar              | Medalla            | Categoría          |
| ------------------ | ------------------ | ------------------ | ------------------ |
| 2023               | Zagreb (Croacia)   | Medalla de bronce  | 79 kg              |